# Боровичи
Боровичи (рус. Боровичи) град је на северозападу европског дела Руске Федерације. Налази се у источном делу Новгородске области, на подручју Боровичког рејона чији је уједно и административни центар. Има статус града обласне субординације.
Према проценама националне статистичке службе за 2014. у граду је живело 52.687 становника, што сврстава Боровиче на друго место у области, одмах после Великог Новгорода.

## Географија
Боровичи се налазе на истоку Новгородске области, на подручју Валдајског побрђа. Кроз град протиче река Мста, а свега неколико километара узводно од града на Мсти се налазе бројне касаде познате као Боровички слапови. Град се налази на око 180 километара источно од административног центра области града Великог Новгорода.

## Историја
У једном новгородском летопису из 1495. године помиње се Боровичко црквено имање које се налазило на месту данашњег града. Само насеље помиње се 1564. као Боровичко трговиште.
Насеље је 1770. добило статус града, а две године касније усвојен је детаљан план града и градски грб. Према једном катастарском спису из 1785. град Боровичи је тада имао 16 гражевина од чврстог материјала, 317 са каменом основом и чак 373 саграђена од дрвета. У исто време у граду су радиле 3 циглане и велики млин, а два пута годишње одржавали су се сајмови.
У селу Кончанско-Суворовско, на неких 35 километара од града налази се имање знаменитог руског генерала Александра Суворова. Имање је 1942. претворено у музеј од националног значаја.
Године 1910. у граду је отворена велика фабрика за производњу грађевинског материја. Совјетска власт у граду успостављена је у новембру 1917. године.

## Демографија
Према подацима са пописа становништва 2010. у граду је живело 53.690 становника, док је према проценама националне статистичке службе за 2014. град имао 52.687 становника.
| 1939.  | 1959.  | 1970.  | 1979.  | 1989.  | 2002.  | 2010.  | 2014.  |
| ------ | ------ | ------ | ------ | ------ | ------ | ------ | ------ |
| 37.067 | 44.123 | 54.763 | 59.646 | 63.009 | 57.755 | 53.690 | 52,687 |

## Партнерски градови
Град Боровичи има потписане уговоре о братимљењу и сарадњи са следећим градовима:
1. Енекоски, Финска
2. Хапсалу, Естонија
3. Бингамтон, САД